# Riedelia hirtella
Riedelia hirtella là một loài thực vật có hoa trong họ Gừng. Loài này được Henry Nicholas Ridley miêu tả khoa học đầu tiên năm 1916.

## Phân bố
Loài này được tìm thấy dọc theo sông Utakwa (Otakwa) ngược dòng tới phần trung tâm dãy núi Snow (dãy núi Nassau) ở tỉnh Papua, Indonesia. Mẫu vật điển hình:  C.B. Kloss s.n. thu thập ngày 27 tháng 1 năm 1913 tại núi Carstensz.